# Tropidopola turanica
Tropidopola turanica är en insektsart som beskrevs av Boris Petrovich Uvarov 1926. Tropidopola turanica ingår i släktet Tropidopola och familjen gräshoppor. Inga underarter finns listade i Catalogue of Life.